# Leioproctus mas
Leioproctus mas är en biart som beskrevs av Michener 1965. Leioproctus mas ingår i släktet Leioproctus och familjen korttungebin. Inga underarter finns listade i Catalogue of Life.

## Bildgalleri

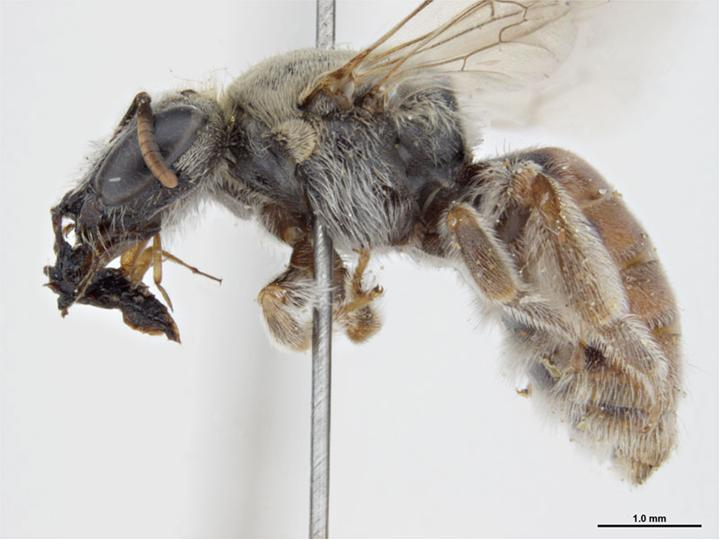